# Edyma significans
Edyma significans là một loài bướm đêm trong họ Noctuidae.